# Alessandra Mele
Alessandra Watle Mele, nota semplicemente come Alessandra (Pietra Ligure, 5 settembre 2002), è una cantante italiana con cittadinanza norvegese.
Ha rappresentato la Norvegia all'Eurovision Song Contest 2023 con il brano Queen of Kings, che ottenne un grandissimo successo in tutta l'Europa.

## Biografia
Nata a Pietra Ligure, comune in provincia di Savona, da padre italiano di Albenga e madre norvegese di Stathelle, Alessandra Mele è cresciuta a Cisano sul Neva, dove ha completato gli studi, e si è poi trasferita in Norvegia. Nel 2022 ha partecipato alla settima edizione della versione locale di The Voice, nella squadra capitanata da Espen Lind, e ha iniziato a frequentare il Lillehammer Institute of Music Production.
Nel gennaio 2023 è stata confermata fra i 21 partecipanti all'annuale Melodi Grand Prix, festival utilizzato per selezionare il rappresentante norvegese all'Eurovision Song Contest. Il 14 gennaio ha presentato il suo inedito Queen of Kings durante la prima semifinale, che ha superato, ottenendo l'occasione di riproporre il brano alla finale del 4 febbraio. Qui è risultata la vincitrice delle votazioni della giuria e del pubblico, diventando di diritto la rappresentante norvegese all'Eurovision Song Contest 2023 a Liverpool. Nel maggio successivo, dopo essersi qualificata dalla prima semifinale, Alessandra si è esibita nella finale eurovisiva, dove si è piazzata al 5º posto su 26 partecipanti con 268 punti totalizzati. È inoltre risultata la terza preferita dal televoto. Queen of Kings ha raggiunto la 1ª posizione della classifica norvegese ed è stato certificato disco di platino dalla IFPI Norge con oltre 60 000 unità vendute a livello nazionale.

## Discografia

### EP
- 2024 – Best Year of My Life

### Singoli
- 2023 – Queen of Kings
- 2023 – Pretty Devil
- 2023 – Bad Bitch
- 2023 – Heavy
- 2024 – Narcissist
- 2024 – Supposed to Be
- 2024 – Marameo
- 2025 – Language of Love
- 2025 - Non Stop
- 2025 - TOSCANA